# Tuoカード
Tuoカード（トゥオカード）は、全国大学生活協同組合連合会（全国大学生協連）が取り扱うクレジットカードである。後述する通り、既に新規の申込受付を終了しているが、既存の会員は解約又は大学生協を脱退しない限り継続して利用する事が出来る。

## 概要
1997年から全国大学生協連が事業を始めた。
従来の組合員証はあくまで大学生協の組合員（出資者）であることを証明するもの（出資証書）であったが、クレジットカードの機能を付与された組合員証の登場により、大学によっては決済まで可能となった（大学生協によっては、大学生協の売店や食堂などで基準以下の金額を決済するときはサインを必要としないため、混雑時にこのカードで決済するように呼びかけているところもあった）。
学生用のものは有効期限が卒業年の3月までで、それ以降はカードが切り替わる為、不要な場合は予め発行元に連絡する必要がある。また、同じ大学や他の大学の大学院に進学する場合や卒業年次に変更がある場合も手続が必要となる。
なお、大学生協のない大学・高等専門学校・専門学校に在学職している者は、各地のインターカレッジコープの組合員になれば、Tuoカードを申し込む事が出来た。

### 特徴
Tuoカードは、大学生のクレジットカードのトレーニング用との位置づけであるため、卒業（組合員退会）まで年会費は無料であり（教職員用カードの年会費は所属する生協が負担している）、分割払い・リボルビング払いの手数料が一般のものより低利に設定されているものの、利用限度額が5～30万円の範囲で低く設定されていたり、学生向けのカードでは国内でのキャッシングが出来なくなっている。ただし、海外では現金の紛失や盗難等に備えて、キャッシングが出来るようになる。

### 種類
Tuoカードは、学生用と教職員用があり、大学生協の組合員証を兼ねている。
株式会社ジェーシービー(JCB)及び三井住友カード株式会社と提携し発行していたが、前者は2007年3月31日、後者は2022年2月28日を以て新規の申込受付を終了した。

### 代替カード
前述した通り、Tuoカードの新規の申込受付が終了した為、全国大学生協連が統一して取り扱うクレジットカードは存在しなくなったが、一部の大学生協では独自のクレジットカードを取り扱っている場合があり、大学生協の組合員証としても利用する事が出来る（後述）。
また、全国大学生協連の会員でない生協でも独自のクレジットカードを取り扱っている場合がある外、学校法人や系列の福利厚生事業会社、校友会等が独自のクレジットカードを取り扱っている場合もある。

### 後継カード
Tuoカードの発行元の内、三井住友カードでは、同社が発行する「三井住友カード(NL)」を大学生協で利用した場合のポイント還元率を2022年3月から1%に引き上げ、同カードをTuoカードの事実上の後継と位置付けて案内している（大学生協の組合員証として利用する事は出来ない）。
これに伴い、同社が学生用に発行していた「三井住友カード（学生）」及び「三井住友カード デビュープラス（学生）」は、2022年5月31日を以て新規の申込受付を終了した。但し、「三井住友カード A（学生）」及び「三井住友カード アミティエ（学生）」は2021年1月31日を以て新規の申込受付を終了している。

## 大学生協が独自に取り扱うクレジットカード
一部の大学生協では独自のクレジットカードを取り扱っている場合があり、大学生協の組合員証としても利用する事が出来る。以下、一例を示す。
- 東京工業大学生活協同組合・一般社団法人蔵前工業会 「東工大・蔵前学生カード」[注釈 5] → 三菱UFJニコス
- 早稲田大学生活協同組合・学校法人早稲田大学・早稲田大学校友会 「早稲田カードStudents」[注釈 6] → ジェーシービー・三井住友カード・りそなカード・三菱UFJニコス・クレディセゾン
- 法政大学生活協同組合・学校法人法政大学 「法政オレンジCAMPUSカード」 → 三井住友カード

### 全国大学生協連の会員でない生協が取り扱うクレジットカード
全国大学生協連の会員でない生協でも独自のクレジットカードを取り扱っている場合があり、生協の組合員証としても利用する事が出来る。以下、一例を示す。
- 中央大学生活協同組合[注釈 7] 「中大CO-OPカード」 → オリエントコーポレーション
- 國學院大學生活協同組合[注釈 7]・学校法人國學院大學 「國學院カード」 → 三井住友カード
- 関西大学生活協同組合[注釈 7] 「KU CO-OP VISAカード」 → 三井住友カード

## 勧誘に関する問題
2006年11月から12月にかけて新潟大学生活協同組合では、それまで組合員証としていたカードをTuoカードに切り替える手続を実施した。この際、学内に掲示されたポスターなどでは「出資金返還に必要なお手続になります。」とTuoカードに切り替えなければ出資金が返還されないかのように虚偽の宣伝を行い、手続の会場では同生協に期間雇用された職員によってカード契約を前提にした強引な勧誘が行われた。一部の組合員からのクレームによって、生協は虚偽の宣伝を9割弱だった出資金の返還率を高めるためだったとして、それらを認め謝罪を行った。また、一部で指摘されていた契約成立数に応じて発行元（三井住友カード株式会社）から支払われるインセンティブの存在を「手数料収入」という形で認めたが、支払われる金額は発行元との契約に基づく守秘義務によって公表できないとした。2007年3月、生協は改めて謝罪を行い職員の処分を発表した。